# TransAsia-Airways-Flug 222
Der TransAsia-Airways-Flug 222 war ein Linienflug der taiwanischen Fluggesellschaft TransAsia Airways.
Am 23. Juli 2014 verunglückte ein Flugzeug des Typs ATR 72 bei der Landung in der Nähe von Magong auf den Penghu-Inseln in der Formosastraße. An Bord waren 58 Personen, darunter 54 Passagiere und 4 Besatzungsmitglieder. Es kamen 48 Menschen ums Leben, 10 überlebten. Unter den Bewohnern des Dorfes Xixi gab es Verletzte.

## Flugverlauf
Der Start vom Flughafen Kaohsiung zum Flughafen Magong war um 16:00 Uhr Ortszeit (UTC+8) geplant. Aufgrund des Taifuns Matmo hob die Maschine allerdings erst um 17:43 Uhr Ortszeit ab.
Um 19:03 Uhr erhielt die Besatzung die Freigabe für einen Nicht-Präzisionsanflug und etwa 2 Minuten später wurde der Autopilot deaktiviert. Einige Sekunden nach 19:06 meldeten die Piloten ein Durchstarten und unmittelbar darauf kollidierte die Maschine mit ca. 6 m hohen Bäumen und schlug 700 Meter nordöstlich der Landebahn im Dorf Xixi auf, wodurch ein Feuer entstand, das zwei Häuser mit einschloss. Die Verletzten wurden ins Tri-Service General Hospital in Magong gebracht.

## Passagiere und Besatzung
Zur Besatzung des Fluges gehörte der 60-jährige Kapitän Lee Yi-liang sowie der 39-jährige Copilot Chiang Kuan-hsing. Beide Piloten kamen bei dem Absturz ums Leben. Der Kapitän hatte 22.994 Flugstunden Erfahrung, der Copilot 2.392 Flugstunden.
An Bord befanden sich 54 Passagiere, vier davon Kinder. Die Besatzung bestand aus vier Personen. 52 der Passagiere sowie die vier Besatzungsmitglieder stammten aus Taiwan; zusätzlich befanden sich zwei Passagiere französischer Herkunft unter den Fluggästen.

## Flugzeug
Bei dem verunglückten Flugzeug handelte es sich um eine ATR 72-500 des französisch-italienischen Flugzeugherstellers Avions de Transport Régional. Das Flugzeug hatte am 14. Juni 2000 seinen Jungfernflug und war somit zum Zeitpunkt des Unfalls seit 14 Jahren in Betrieb. Es war unter dem Luftfahrzeugkennzeichen B-22810 registriert.

## Untersuchungsbericht zu den Ursachen des Absturzes
Der Untersuchungsbericht der taiwanesischen Flugsicherheitsbehörde kam zu dem Ergebnis, dass die Piloten die vorgeschriebene Mindestsinkflughöhe unterschritten, obwohl sie noch in Instrumentenflugbedingung waren und noch keine Sichtreferenz zur Landebahn hatten. Grund für den Unfall war neben den schlechten Wetterbedingungen vor allem, dass die Piloten ebenfalls nicht bemerkten, dass das Flugzeug durch den Wind vom Kurs abgebracht wurde und sich mehrere hundert Meter seitlich der Anfluggrundlinie befand. Die Piloten waren durch hohe Arbeitsbelastung in den Tagen zuvor müde und begingen gemeinsam zahlreiche Fehler. Koordination, Kommunikation und Gefahrenmanagement waren „alles andere als effektiv“; es kam zur wiederholten Missachtung der vorgeschriebenen Flugverfahren. Der 60-jährige Kapitän, ein ehemaliger Militärpilot, war auch beim Chefpiloten dafür bekannt, riskant zu fliegen. Auch andere Piloten der Fluggesellschaft fielen durch vorschriftswidriges Verhalten auf, zudem ereignete sich während der Untersuchung des Flugunfalls ein weiterer Absturz derselben Fluggesellschaft – aus anderen Gründen, aber mit teils ähnlichen Ursachen. Die Flugsicherheitsbehörde ordnete daraufhin an, dass die Fluggesellschaft ihr Pilotentraining grundlegend überarbeiten und dafür sorgen soll, dass die Piloten ausreichend Ruhezeiten bekommen.

## Folgen des Absturzes
Die Fluggesellschaft TransAsia versprach den Angehörigen der Opfer Entschädigungen. Für jeden getöteten Insassen werde deren Familie 200.000 TWD (entspricht rund 4.950 Euro) gezahlt, hinzu kommt eine Zahlung von 800.000 TWD (entspricht rund 19.800 Euro) für die Beerdigung. Kurz darauf musste die Fluggesellschaft aufgrund hoher Verluste den Flugbetrieb einstellen und wurde aufgelöst.

## Darstellung in Medien
In der kanadischen Fernsehserie Mayday – Alarm im Cockpit wurde der Unfall in der zweiten Folge der 18. Staffel als Eine fatale Landung (deutscher Titel, englischer Originaltitel „Blown Away“) nachgestellt.